# Continuüm (natuurkunde)
Een continuüm is een geïdealiseerd model van veel grootheden zoals wordt gebruikt in de continuümmechanica. Op de macroscopische schaal van het alledaagse leven is dit de manier waarop mensen naar objecten, zoals een stuk glas, metaal of water kijken: als een ding dat met het blote oog is te zien. Dit is in feite ook hoe wetenschappers, zoals Gauss, Stokes en Maxwell, tot het einde van de 19de eeuw keken naar materie voordat het atoom was ontdekt.
Materie bestaat op kleine schaal uit moleculen. Continuümbeschrijvingen hebben echter geen betrekking op de bewegingen van ieder individueel molecule, maar op de gemiddelden van een groot aantal moleculen samen. De grootheden die worden waargenomen op macroscopische schaal zijn bijvoorbeeld dichtheid, snelheid en temperatuur. Deze grootheden bevinden zich op een veel grotere lengte- en tijdschaal dan de individuele moleculen en kunnen daarom worden gezien als continue functies van plaats en tijd.